# أوين فنسنت كوفين
أوين فنسنت كوفين هو سياسي أمريكي، ولد في 20 يونيو 1836 في مانسفيلد في الولايات المتحدة، وتوفي في 3 يناير 1921 في ميدلتاون في الولايات المتحدة. نشط حزبياً في الحزب الجمهوري. وقد انتخب عضو مجلس ولاية كونيتيكت ‏ وانتخب حاكم كونيتيكت ‏.